# Jan Piechota
Jan Piechota (ur. 12 lutego 1909 w Jaślanach, zm. 17 stycznia 1987 w Iwkowej) – polski duchowny katolicki, wieloletni proboszcz parafii Podwyższenia Krzyża Świętego w Iwkowej, historyk, etnograf, folklorysta, literat, twórca muzeum parafialnego, noszącego obecnie jego imię.

## Życiorys
Był najstarszym z sześciorga dzieci chłopskiej rodziny z Jaślan. Ukończył gimnazjum w pobliskim Mielcu, po czym wstąpił do Wyższego Seminarium Duchownego w Tarnowie. Święcenia kapłańskie otrzymał w 1933 roku z rąk bpa Franciszka Lisowskiego. Pracował jako wikariusz w parafiach w Czchowie, Domosławicach, Baranowie, Szczawnicy, Łącku, Otfinowie i Łęgu Tarnowskim. W styczniu 1946 roku został administratorem, a rok później proboszczem parafii w Iwkowej.
Ponieważ zabytkowy, modrzewiowy kościół parafialny z XVI wieku spłonął podczas prac konserwatorskich, ksiądz Jan Piechota przystąpił do budowy nowego, początkowo nie mając pozwolenia na jego budowę. Pomimo tego ukończono ją w 1953 roku. Zainteresowanie proboszcza historią i kulturą ludową zaowocowało powstaniem zbioru starych ksiąg, przedmiotów kultu religijnego, dzieł sztuki ludowej, fotografii, sprzętów gospodarczych i innych zabytków związanych z kulturą Iwkowej i okolic, które umieszczone w wieży kościelnej dały w 1966 roku początek muzeum parafialnemu. Obecnie, jako Muzeum im. ks. Jana Piechoty mieszczące się w budynku plebanii, jest ono filią Muzeum Diecezjalnego w Tarnowie.
Prowadzone przez księdza Jana Piechotę badania nad historią Iwkowej zaowocowały pracą Dzieje parafii w Iwkowej 1325-1960, która została uznana za magisterską na Katolickim Uniwersytecie Lubelskim. Ponadto był on autorem dwóch zbiorków folklorystyczno-literackich Gawędy Iwkowskie (Kraków 1976, wznowione 2006) i Komedyje Iwkowskie: gadki i klechdy (Warszawa 1982) oraz książki wspomnieniowej Gawęda mojego dzieciństwa: Wspomnienia z lat 1900-1918 (Warszawa 1987). Powstająca od połowy lat 60. praca historyczna Dzieje Iwkowej:1325-1960 pozostawała nieopublikowana do 1995 roku, gdy ukazała się nakładem Gminnej Biblioteki Publicznej w Iwkowej. Jan Piechota napisał również „Walczyk Iwkowski”, przyjęty jako hymn przez miejscową szkołę podstawową.
Po rezygnacji z funkcji proboszcza w 1979 roku pozostał w parafii jako rezydent. Zmarł w 1987 roku i został pochowany na iwkowskim starym cmentarzu.